# Micreremites umbrosa
Micreremites umbrosa là một loài bướm đêm trong họ Erebidae.